# Apolodoro de Artémita
Apolodoro de Artémita fue un historiador de la Antigua Grecia que vivió en el siglo I a. C. del que apenas se conocen unos pocos fragmentos. Era de la ciudad de Artémita, situada en el territorio de los partos, dominado entonces por griegos.

## Obra
Estrabón lo empleó como fuente en su Geografía: dice que escribió un libro titulado Pártica, sobre el territorio habitado por los partos. En él, se contaba que los griegos de Bactria tuvieron bajo su poder la Ariane y la India y llegaron a conquistar más pueblos que Alejandro Magno, especialmente en la época de Menandro.
Estrabón también lo usó como fuente para dar datos de diversas distancias: contaba 500 estadios desde las Puertas Caspias hasta Ragas y 1.260 estadios desde ese mismo punto hasta Hecatómpilo. También calculó la distancia desde Artémita a las Puertas Caspias y desde allí hasta la salida del Mar Pérsico, señalando que ambas distancias eran de unos 8.000 estadios.
Es citado también por Ateneo, en un fragmento donde habla de una flor que se halla en el país de los partos llamada philadelphum.